# Великанов, Геннадий Фёдорович
Геннадий Фёдорович Великанов (14.01.1929 — 17.03.1994) — советский партийный и хозяйственный деятель, директор Невского машиностроительного завода им. Ленина (1973—1976), генеральный директор ПО «НЗЛ» (1976—1992), директор ГО «НЗЛ» (1992—1994).

## Биография
Родился 14 января 1929 года в городе Казалинск Кзыл-Ординской области Казахской ССР в семье рабочего. Член КПСС с 1961 года.
В 1952 году окончил Среднеазиатский политехнический институт по специальности инженер — механик. Был направлен на Ленинградский Невский машиностроительный завод им. Ленина. Работал в сталелитейном цехе: инженер — технолог, мастер, старший мастер, начальник участка, начальник цеха.
В 1963 г. избран секретарём заводского парткома.
С октября 1968 г. — секретарь Невского РК, с февраля 1969 по июнь 1973 г. первый секретарь Тихвинского ГК КПСС.
С июня 1973 г. директор Невского машиностроительного завода им. Ленина. В период его руководства предприятие в 1976 г. преобразовано в Производственное объединение «Невский завод им. В. И. Ленина» (официальное сокращённое название ПО «НЗЛ»), в 1992 году — в Государственное предприятие «Невский завод им. В. И. Ленина» (официальное сокращённое название ГП «НЗЛ»).
Кандидат технических наук (1979), тема диссертации — «Исследование и оптимизация составов противопригарных смесей и красок для отливок энергомашиностроения».
Делегат XXIV съезда КПСС.
Лауреат премии Совета Министров СССР 1986 года — за разработку и создание промышленного производства высокоэффективных связующих материалов и смесей на их основе для изготовления стержней и форм, отверждающихся в литейной оснастке.
Сочинения:
- Формовочные и стержневые смеси с заданными свойствами / А. А. Бречко, Г. Ф. Великанов. — Л. : Машиностроение : Ленингр. отд-ние, 1982. — 216 с. : ил.; 21 см.